# Puerta del Sol
La Puerta del Sol es una plaza de la ciudad española de Madrid. En ella se encuentra desde 1950 el denominado kilómetro cero de las carreteras radiales del país. El edificio más antiguo de la Puerta del Sol es la Real Casa de Correos y en ella destaca el reloj de torre que fue construido y donado en el siglo XIX por José Rodríguez de Losada, y cuyas campanadas de las 12 de la noche del 31 de diciembre marcan la tradicional toma de las doce uvas a la gran mayoría de los españoles. Dichas campanadas se empezaron a televisar en 1962 en La 1 de TVE, y a partir de ese año no se ha dejado de retransmitir por diversos canales de televisión. La Puerta del Sol es un lugar de cita, un lugar de paso entre diversas partes de Madrid.

## Historia

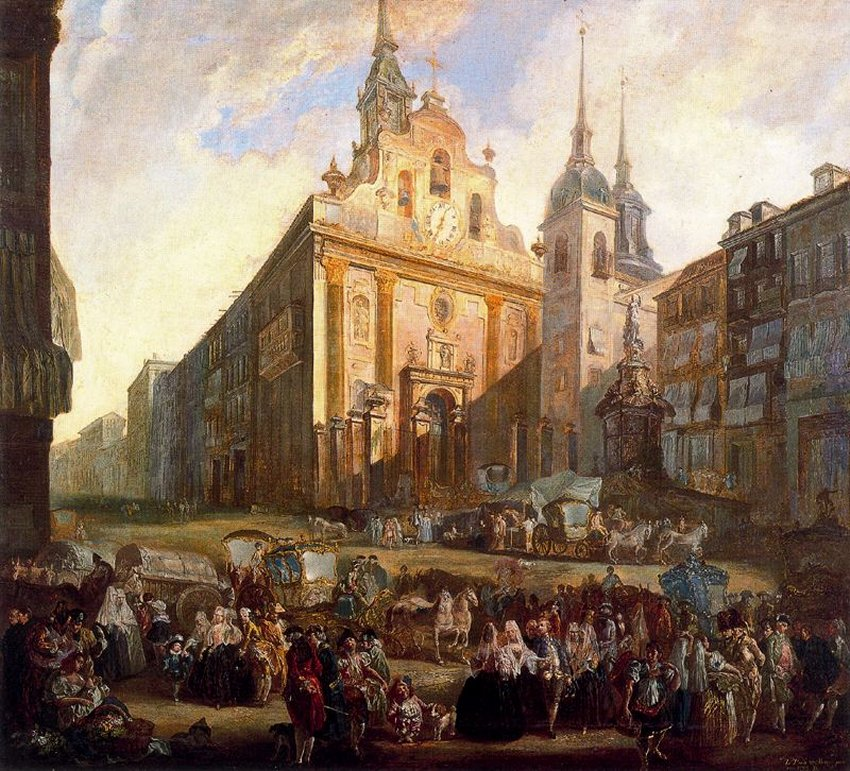
La Puerta del Sol en Madrid (1773) por Luis Paret. Museo Nacional de Bellas Artes, La Habana.

La Puerta del Sol fue en sus orígenes uno de los accesos de la cerca que rodeaba Madrid en el siglo XV. Esta cerca recogía en su perímetro los arrabales medievales que habían ido creciendo extramuros, en torno a la muralla cristiana del siglo XII. El nombre de la puerta proviene de un sol que adornaba la entrada, colocado ahí por estar orientada la puerta precisamente hacia el levante. Entre los edificios que le daban prestigio en los comienzos se encontraban la iglesia del Buen Suceso y el convento de San Felipe el Real.

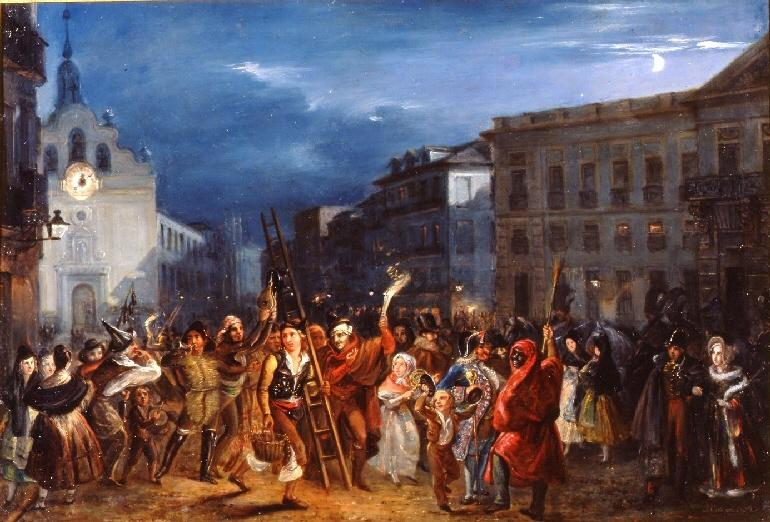
La noche de Reyes en la Puerta del Sol por José Castelaro, 1839, óleo sobre lienzo, 67 x 97 cm, Museo de Historia de Madrid. Al fondo la iglesia del Buen Suceso con su célebre reloj iluminado.

Aunque desde los siglos XVII al XIX la puerta tenía importancia como lugar de encuentro (aquí se encontraba uno de los mentideros más famosos de la villa desde el Siglo de Oro, las famosas gradas de San Felipe), no era una plaza definida, como la Plaza Mayor, y ocupaba la mitad del espacio actual. La Casa de Correos fue construida por el arquitecto francés Jaime Marquet entre 1766 y 1768; la misma fue posteriormente Ministerio de la Gobernación (Interior) y Dirección General de Seguridad del Estado durante la época franquista y, actualmente, es sede de la Presidencia de la Comunidad de Madrid. Será esta Casa de Correos la que empiece a sentar las bases urbanísticas de lo que hoy es la Puerta del Sol y su creciente importancia como punto céntrico de Madrid. Tras la conversión de la Casa de Correos en sede del Ministerio de Gobernación (1847), se decide derribar algunas casas de la zona para realzar el edificio y darle seguridad. El resultado sería la creación de una gran plaza.

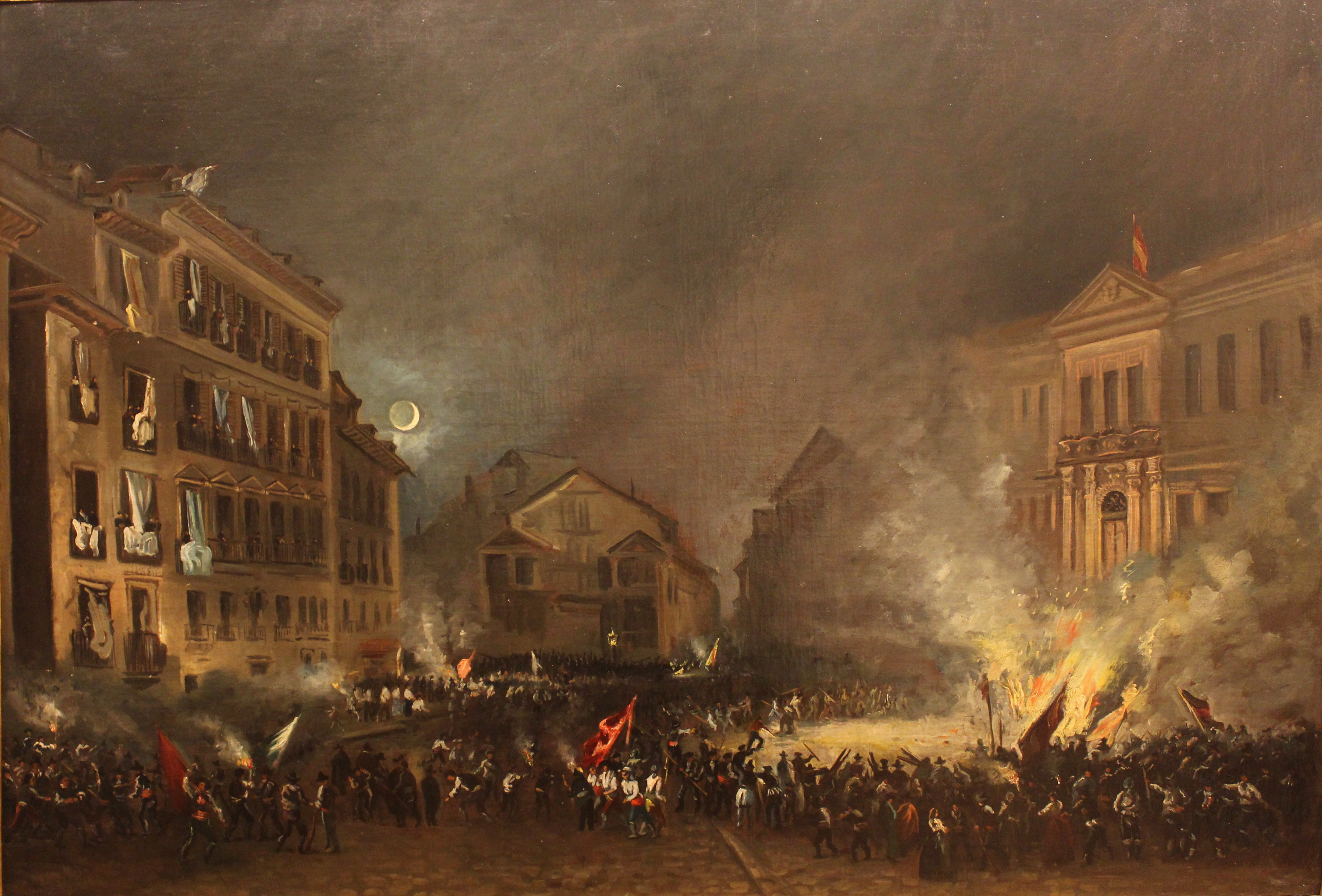
Protestas en la Puerta del Sol durante la Revolución de 1854, en una obra de Eugenio Lucas Velázquez.

Para ello, en aplicación de las leyes de desamortización de Mendizábal, se derriban, entre otros, los conventos de San Felipe y Nuestra Señora de las Victorias allí ubicados. Entre 1857 y 1862, Lucio del Valle, Juan de Ribera y José Morer llevan a cabo la reforma de la plaza, dándole su fisonomía actual. Para ello mantienen la alineación de la Casa de Correos en uno de los lados y construyen edificios de viviendas con fachadas uniformes definiendo un espacio de forma semicircular.

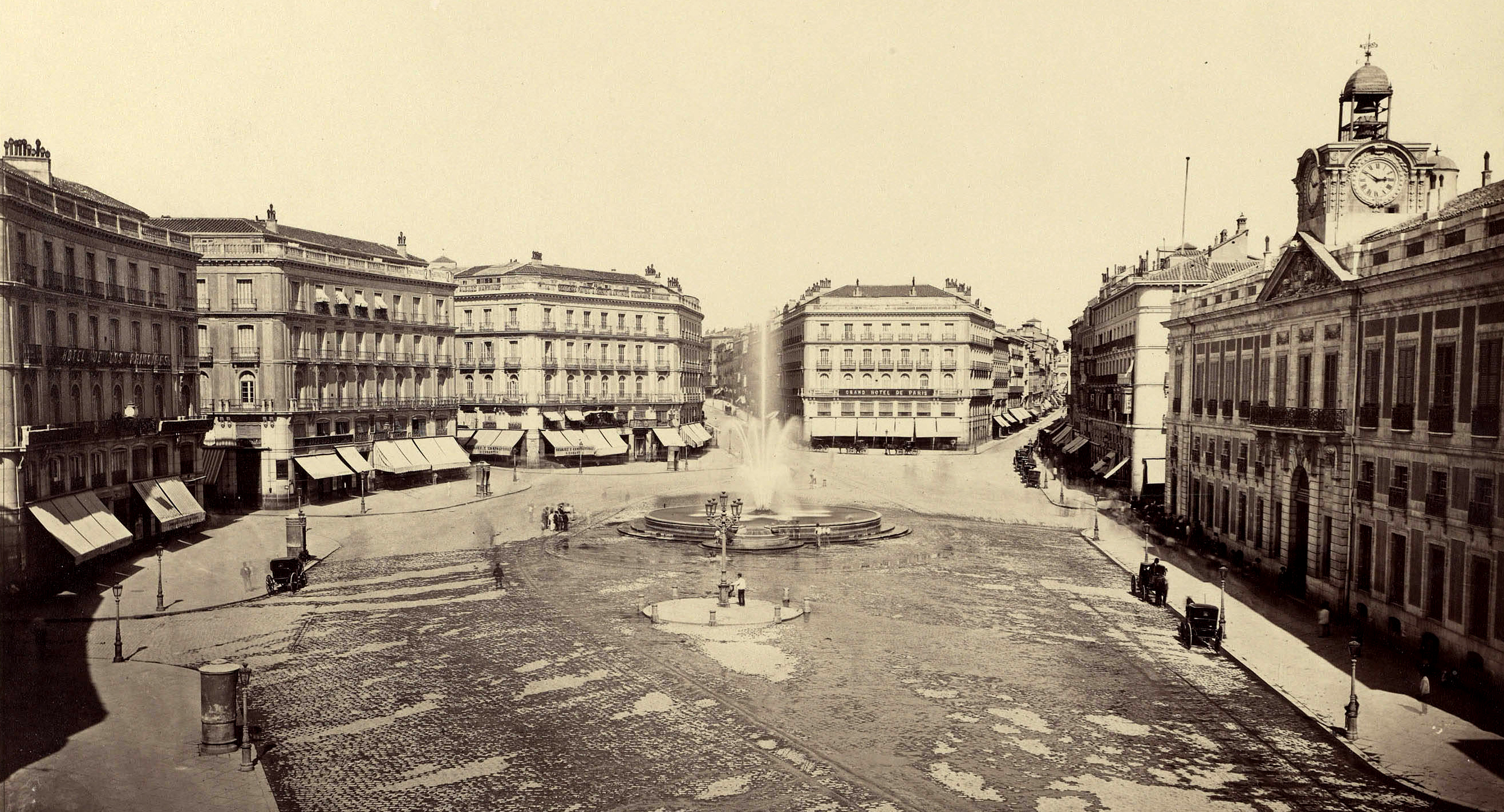
La plaza hacia 1870. Detalle de una fotografía de J. Laurent.

Durante el primer tercio del siglo XX, se convierte en punto de encuentro de la izquierda política en la ciudad. Al término de la Guerra Civil, el régimen franquista pretende «hacer un Madrid nuevo» alejado de la etapa de liberalismo político anterior, «aunque hayan de desaparecer la Puerta del Sol y ese edificio de Gobernación», en palabras del ministro Serrano Suñer. Incluso se llegó a proyectar una gran reforma de la plaza por el arquitecto Antonio Palacios, pero finalmente ese plan de un renovado «Madrid imperial» es abandonado por su elevado coste económico.

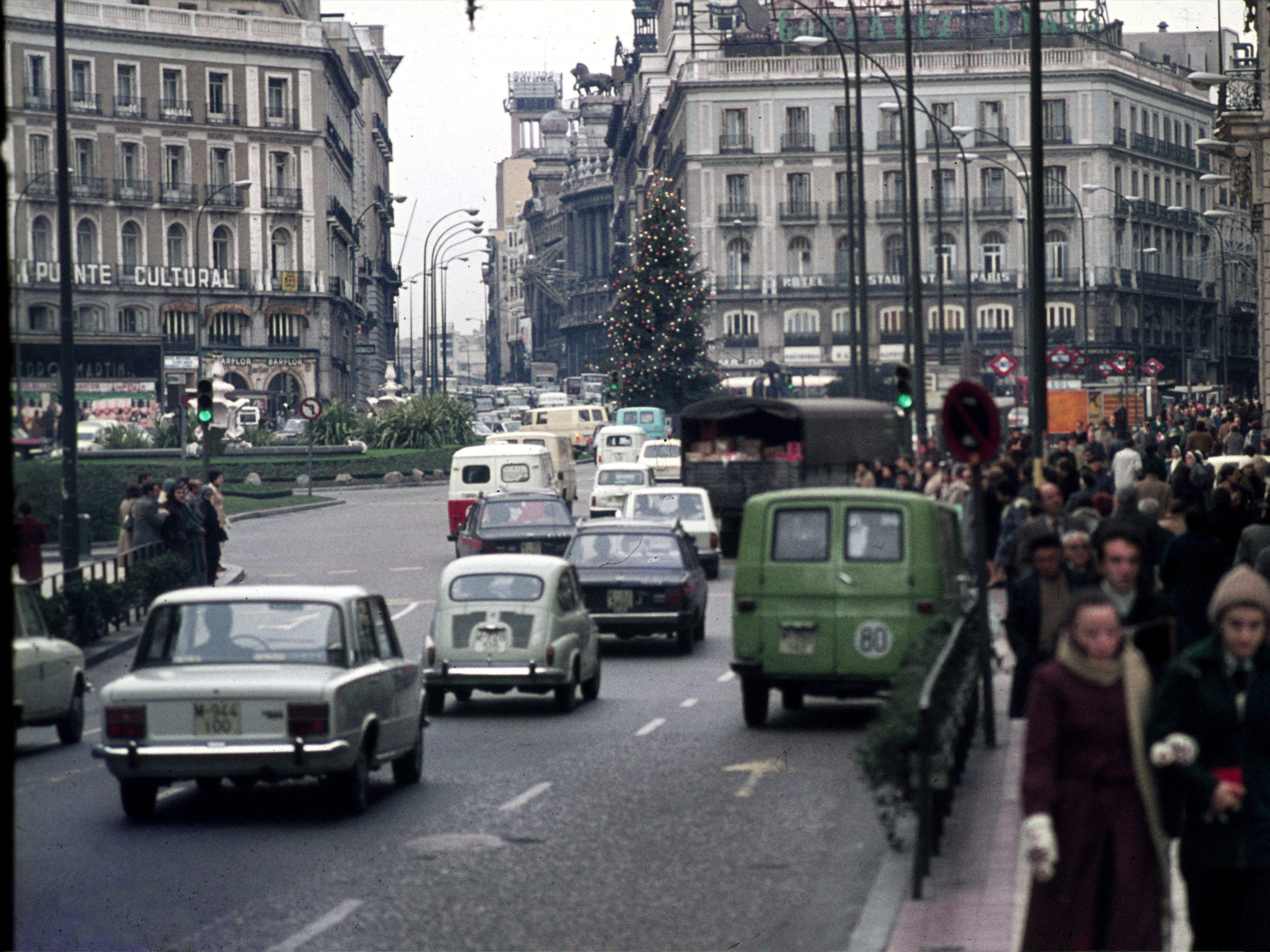
Aspecto de la Puerta del Sol en 1978

En 1959 es reformada por Manuel Herrero Palacios incorporando en su centro una zona ajardinada y las fuentes. En 1986 los arquitectos Antonio Riviere, Javier Ortega y Antón Capitel introducen una nueva reforma, adquiriendo más importancia la zona peatonal. Las farolas instaladas con motivo de esta remodelación, fueron apodadas popularmente como los supositorios y provocaron una gran polémica debido a su diseño moderno. Finalmente fueron sustituidas por las actuales farolas de estilo "fernandino", si bien en los dos postes centrales de la plaza los supositorios pervivieron algunos años más, para ser unificadas unos años más tarde con las del resto de la plaza.

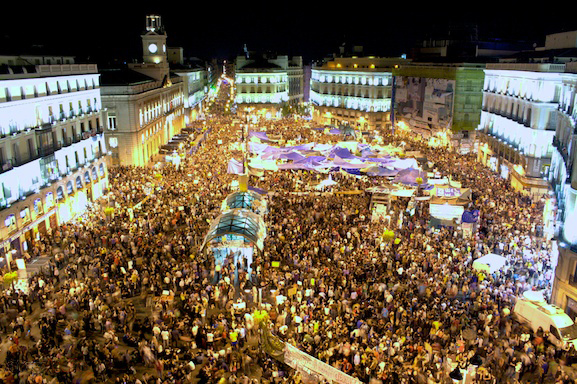
Manifestantes el 20 de mayo de 2011.

Entre 2004 y 2009 se realizaron las obras de construcción de un intercambiador de transportes, inaugurado el 27 de junio de 2009, que acerca la red ferroviaria de Cercanías a la estación subterránea de Sol. La estación se ha convertido por sus dimensiones en la más grande del mundo con 28 m de profundidad, 207 m de longitud y 20 m de ancho. Su vestíbulo tiene 7500 m². La entrada al intercomunicador, parecida a un iglú ha vuelto a cambiar la fisonomía de la Puerta del Sol.
El 15 de mayo de 2011, tras una manifestación convocada por la plataforma Democracia Real Ya, decenas de manifestantes acamparon en la plaza esa misma noche, sumándose cada día más personas y siendo millares durante la semana siguiente, reclamando un cambio político, social y económico en España. Se convierte así la plaza en el símbolo del Movimiento 15M. El día 2 de agosto, la Policía Nacional desalojó a los últimos acampados.

## Edificios representativos y elementos ornamentales
Hito importante en esta plaza, aparte de la placa correspondiente al mencionado Kilómetro Cero frente a la Casa de Correos, es la estatua del Oso y el Madroño, popular punto de encuentro de los madrileños, erigida en 1967 enfrente del edificio del antiguo Hotel París (número 1, donde se encontraba el cartel de Tío Pepe), posteriormente trasladada a la boca de la calle del Carmen y reubicada en su lugar original el 25 de septiembre de 2009.
Existen también sendas placas en la fachada de la Casa de Correos, dedicadas, una a los héroes del levantamiento popular del 2 de mayo y la otra a las víctimas de los atentados del 11 de marzo de 2004 y a las personas que colaboraron el día de la catástrofe; la estatua de la Mariblanca, reproducción de una antigua y popular escultura que adornaba la fuente que allí existía.

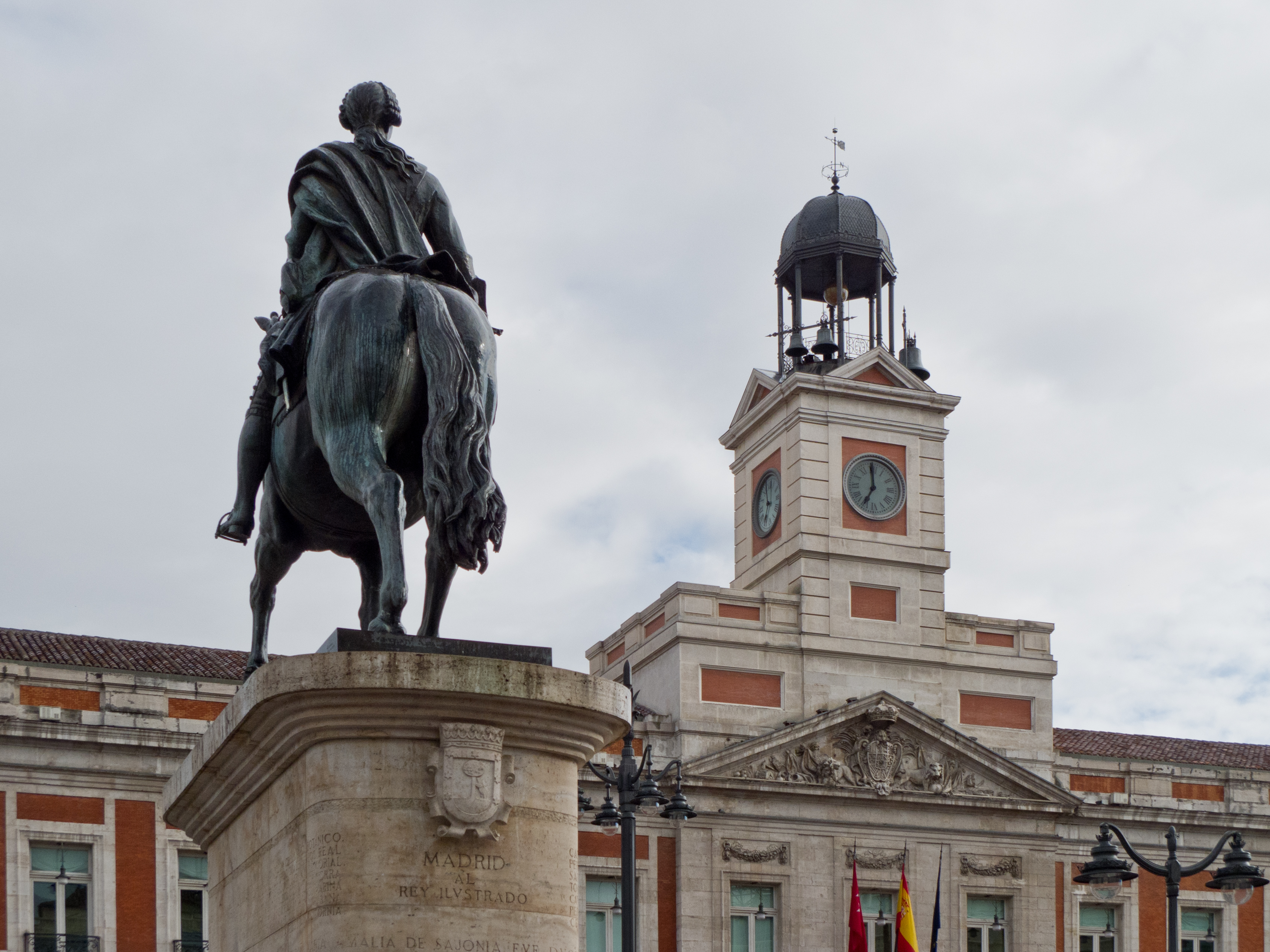
Estatua ecuestre de Carlos III, del escultor extremeño Eduardo Zancada.

Un elemento característico es el cartel publicitario de neón de los vinos Tío Pepe creado por el burgalés Luis Pérez Solero. Presente desde 1920, fue último superviviente de los numerosos anuncios que en otros tiempos había en esta plaza, ubicado en el número 1 hasta el 18 de abril de 2011, cuando fue retirado, y recolocado en el número 11 el 8 de mayo de 2014. La Puerta del Sol se ve rodeada de catorce edificios. De la misma época data la medida de 635,50 metros sobre el nivel medio del mar de Alicante.
El último elemento añadido, en 1994, es la estatua ecuestre de Carlos III. Para elegir su emplazamiento fue convocado un referéndum popular, que tuvo lugar en la propia Puerta del Sol, colocando la estatua, provisionalmente durante el período del referéndum, en el lugar que más o menos hoy ocupa. Es una reproducción en bronce de Miguel Ángel Rodríguez y Eduardo Zancada de la obra de Juan Pascual de Mena que se conserva en la Real Academia de Bellas Artes de San Fernando. La inscripción en espiral que rodea el pedestal describe brevemente la historia del reinado de Carlos III. El monumento mide nueve metros de altura. Como curiosidad, cabe señalarse que en él se instaló un dispositivo electrónico para alejar a las palomas que se posaban continuamente sobre la estatua.

## Establecimientos comerciales

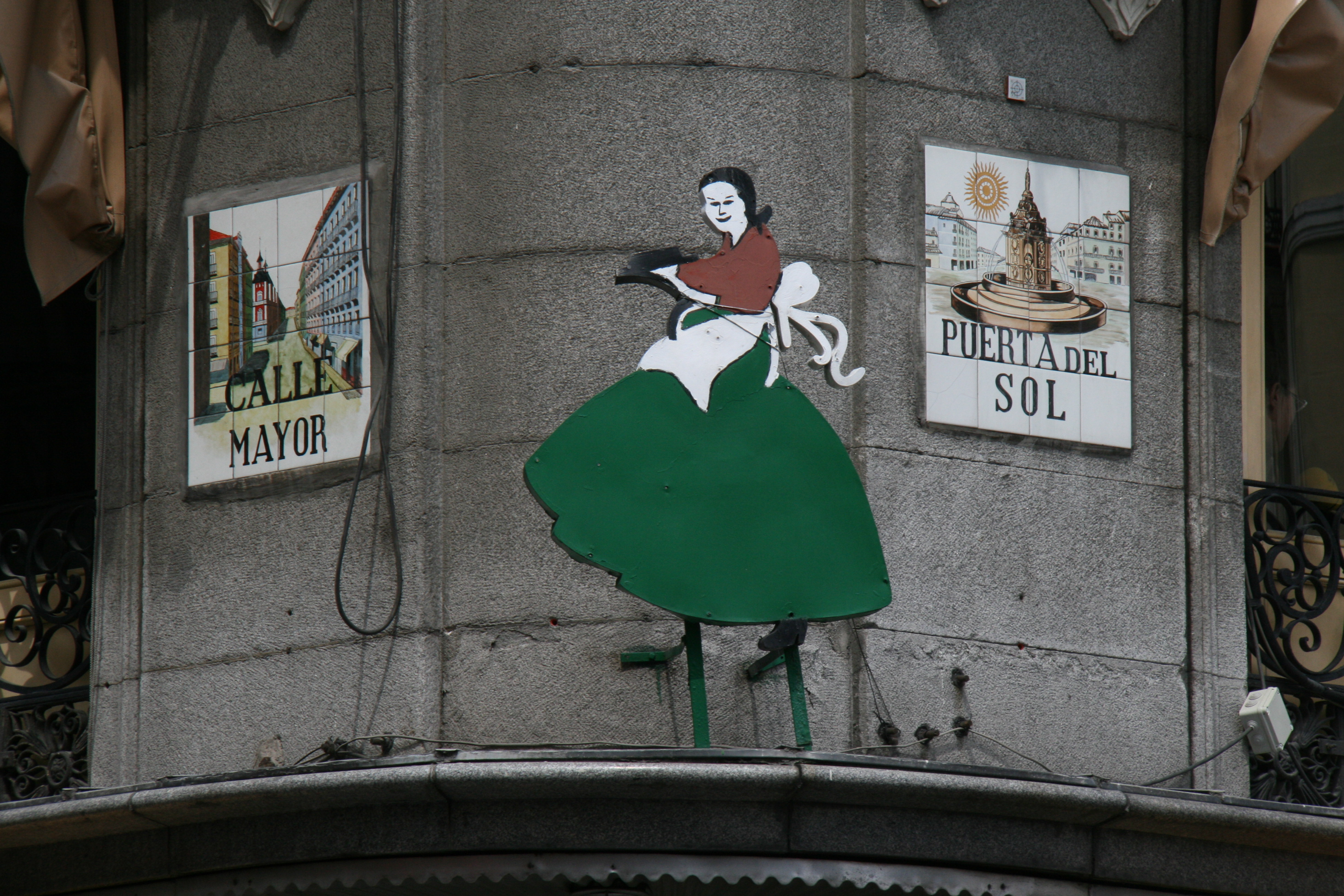
La Mallorquina

A finales del siglo XIX, comienzos del XX, la zona de la Puerta del Sol correspondiente a la calle Mayor, lugar que ocupa la Casa Cordero, en su primera planta era conocido el Gran Bazar de la Unión lugar donde se vendían objetos a precios fijos. Este Gran Bazar fue el primer gran establecimiento de venta que daría lugar a los grandes almacenes. A finales del siglo XX, establecimientos como el Corte Inglés fueron expandiendo su área de influencia desde la calle Preciados hasta alcanzar los pisos bajos de la zona norte de la Plaza.
A comienzos del siglo XXI, los comercios tradicionales que había en la Puerta del Sol han ido desapareciendo para dar paso a franquicias, salas de juego, restaurantes de comida rápida y otros establecimientos más impersonales y fríos. Pervive, no obstante, la centenaria cafetería-pastelería La Mallorquina, situada en la manzana entre las calles Mayor y Arenal, y también lugar donde tradicionalmente se colocan las loteras. Existió a finales del siglo XIX una tienda de caramelos denominada La Pajarita.

## Edificios y patrimonio
- Real Casa de Correos

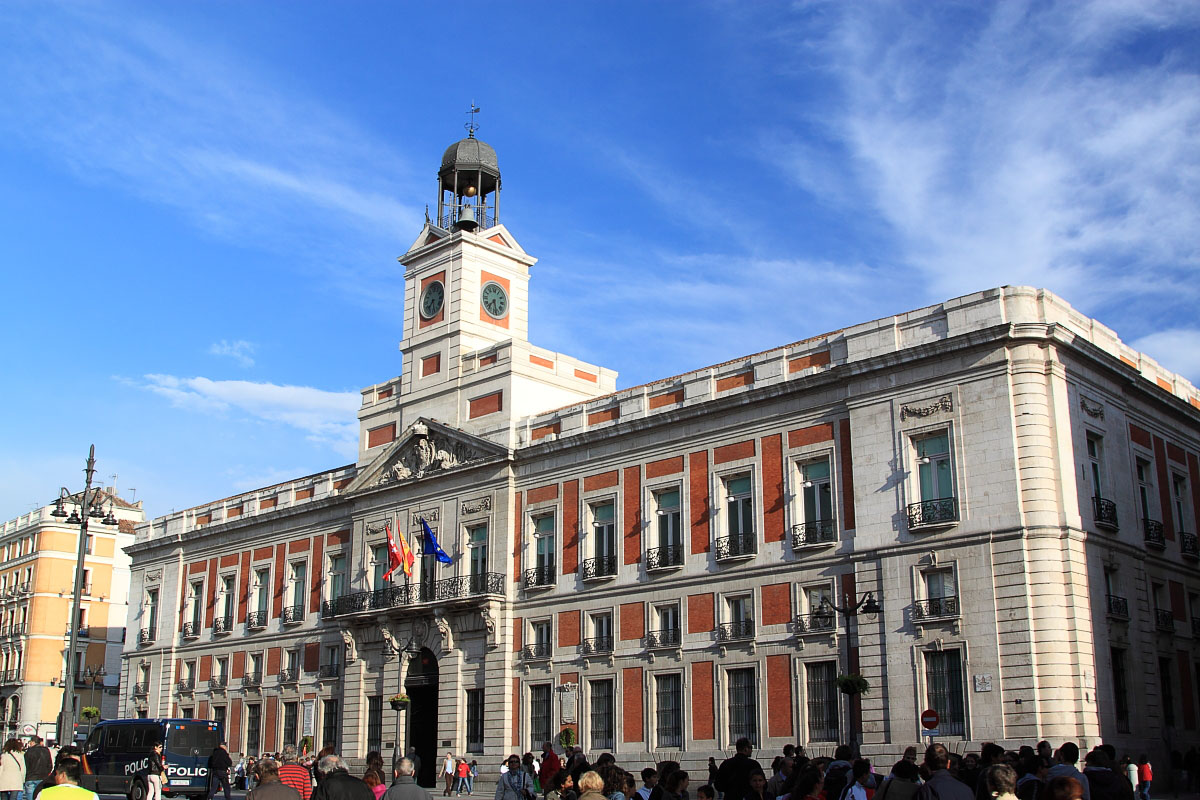
Fachada principal de la Casa de Correos, en la Puerta del Sol.

- Convento de San Felipe (desaparecido)
- Convento de Nuestra Señora de las Victorias (desaparecido)
- Fuente de la Mariblanca (desaparecida), en memoria de la cual se colocó durante la reforma de 1986 una reproducción de la escultura que la adornaba.
- Iglesia del Buen Suceso (desaparecida), de la cual han aparecido restos de sus fundamentos durante las obras de construcción de la estación de Cercanías de Sol.

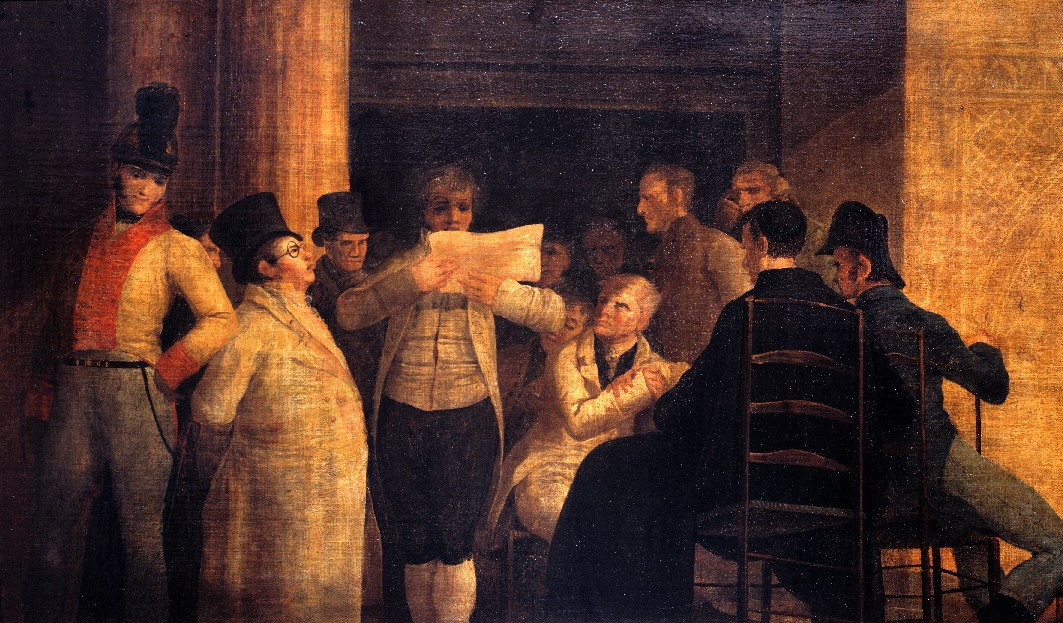
Tertulianos ilustrados en el café de Levante, de Leonardo Alenza (1839).

### Cafés
Hubo en la época de mediados del siglo XIX cerca de diez cafés, los más concurridos y populares de la capital, junto con los existentes en la Calle de Alcalá. En la actualidad no se encuentra ninguno activo.
- Café Lorenzini, entre las calles de Carretas y Espoz y Mina
- Café de la Montaña.
- Café de Levante y el Nuevo Levante.
- Café Universal (Denominado posteriormente Café de los Espejos).
- Café Lisboa
- Café Correos
- Café Candelas.

### Posadas y hoteles
Antes de la Gran Reforma de la Puerta del Sol (obras de ensanche de la Puerta del Sol) existían algunas fondas como la La Vizcaína fonda prestigiosa a finales del siglo XIX ubicada en la Casa Cordero. Tras la reforma los edificios del ala norte de la Plaza homogeneizaron su aspecto y fueron reservados para ser Hoteles de Lujo. En la actualidad estos edificios ya no tienen esta misión y se dedican a oficinas. Los Hoteles eran:
- Hotel París (en el número 1, en el edificio donde se encontraba antiguamente el anuncio de Tío Pepe, y ya desaparecido)
- Hotel de los Príncipes
- Hotel de la Paix

### Comercios históricos
Herederos del llamado Madrid galdosiano, pueden citarse comercios históricos ya desaparecidos o aún conservados como el Gran Bazar de la Unión, la pastelería La Mallorquina, la librería de San Martín, o la tienda de abanicos y paraguas Casa de Diego (fundada en el siglo xviii).

## Comunicaciones y transportes

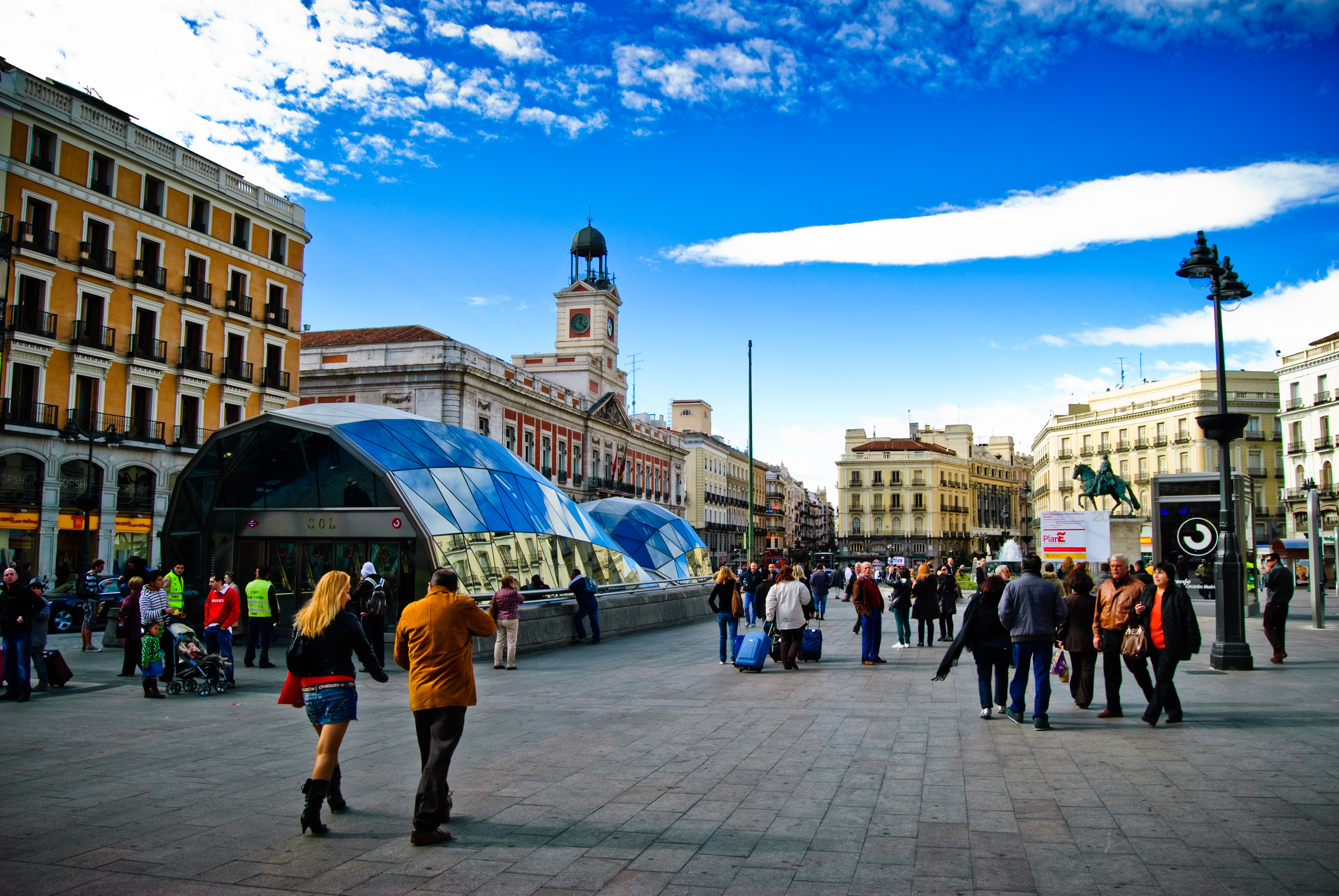
Aspecto de la Puerta del Sol con el intercambiador de Metro y Cercanías

La Puerta del Sol ha sido y es uno de los principales nudos del transporte público de la ciudad. En ella convergían numerosas líneas de tranvías (tranvías de Madrid). La primera línea de metro (las obras se iniciaron en abril de 1917) se inauguró entre Sol y Cuatro Caminos el 17 de octubre de 1919, para la que se construyó, por el arquitecto Antonio Palacios, una bella marquesina de acceso en el centro de la plaza, desaparecida para dar paso a la circulación rodada.
En la actualidad bajo la Puerta del Sol se ubica una estación multimodal del Consorcio Regional de Transportes de Madrid que integra servicios de ferrocarril suburbano y de la red de ferrocarriles de cercanías de RENFE.

### Líneas de Metro

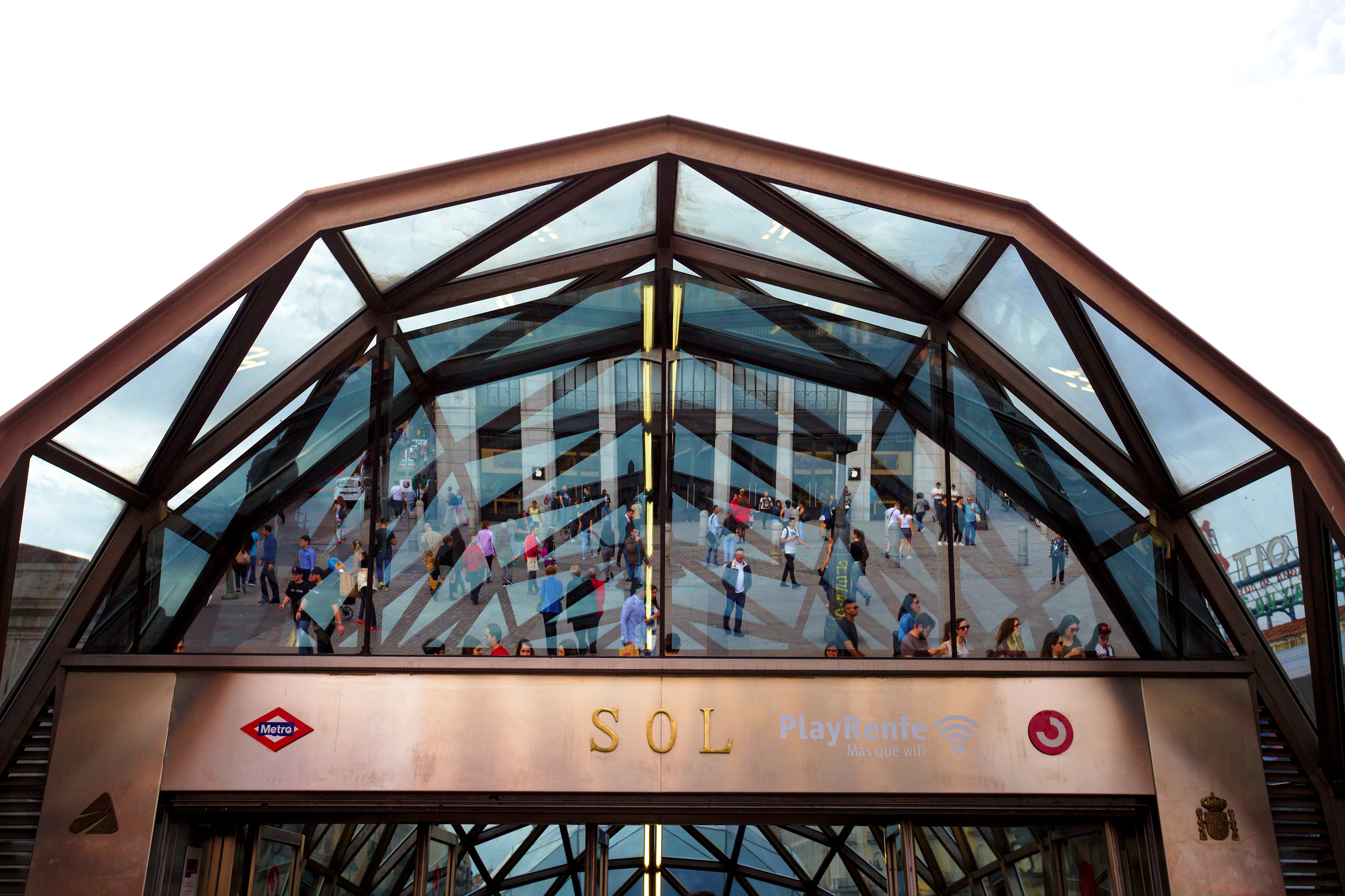
Detalle de la boca de metro de Sol

En la estación de Sol de la plaza tienen su cabecera numerosas líneas de la EMT (desviadas por las obras del Ministerio de Fomento), convergen tres líneas de metro:
- Línea 1
- Línea 2
- Línea 3

### Red de cercanías
Desde 2009 están operativas dos líneas de Cercanías ferroviarias:
- C-3
- C-4

que ponen a Sol en comunicación directa con las estaciones de Atocha-Cercanías y Chamartín.

### Calles

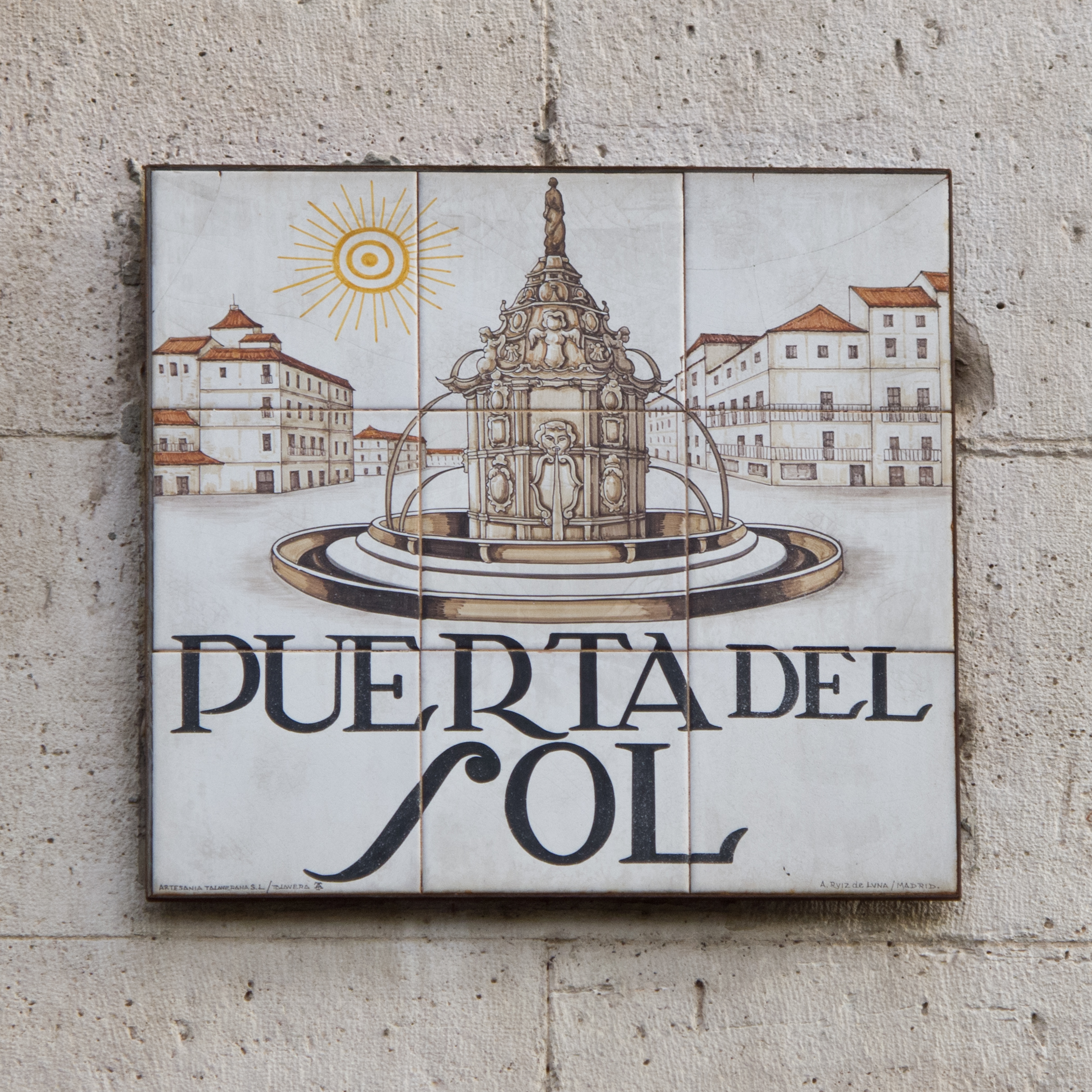
La fuente de la Puerta del Sol, según el callejero de azulejos del ceramista Ruiz de Luna.

Las calles que nacen en la Puerta del Sol son diez, en otros tiempos fueron once. La serie de ellas desde la calle de Alcalá (en sentido horario) son:
1. Calle de Alcalá
2. Carrera de San Jerónimo
3. Calle Espoz y Mina
4. Calle de Carretas
5. Calle del Correo
6. Calle Mayor
7. Calle del Arenal
8. Calle de Preciados
9. Calle del Carmen
10. Calle de la Montera

## Cultura social
La Puerta del Sol aparece en numerosas obras literarias, cine y cultura popular madrileña.

### Cine
- Vistas de la Puerta del Sol, rodada en 1896 por Alexandre Promio es una de las primeras películas del cine mundial.[7]
- El misterio de la Puerta del Sol, rodada por Francisco Elías Riquelme en 1929, es considerada la primera película sonora del cine español. Se rueda en la Puerta y se oyen los sonidos de la época.
- El día de la bestia, de 1995, del director Álex de la Iglesia.
- Km. 0, una comedia ligera de enredo, amor y erotismo española filmada en Madrid en el 2000. Centra su trama en el famoso punto de reunión de la Puerta.

### Teatro
- La celosa de Tirso de Molina

### Zarzuela
- El último tranvía (1884), de Ángel del Palacio y Ricardo Blasco.
- La Puerta del Sol, (1907), Chapí con libreto de Manuel Fernández Palomero.
- La villa de los gatos, (1917), en el primero de los actos.
- Por conseguir a una mujer de Luis Olona, la obra comienza en la Plaza.

### Literatura

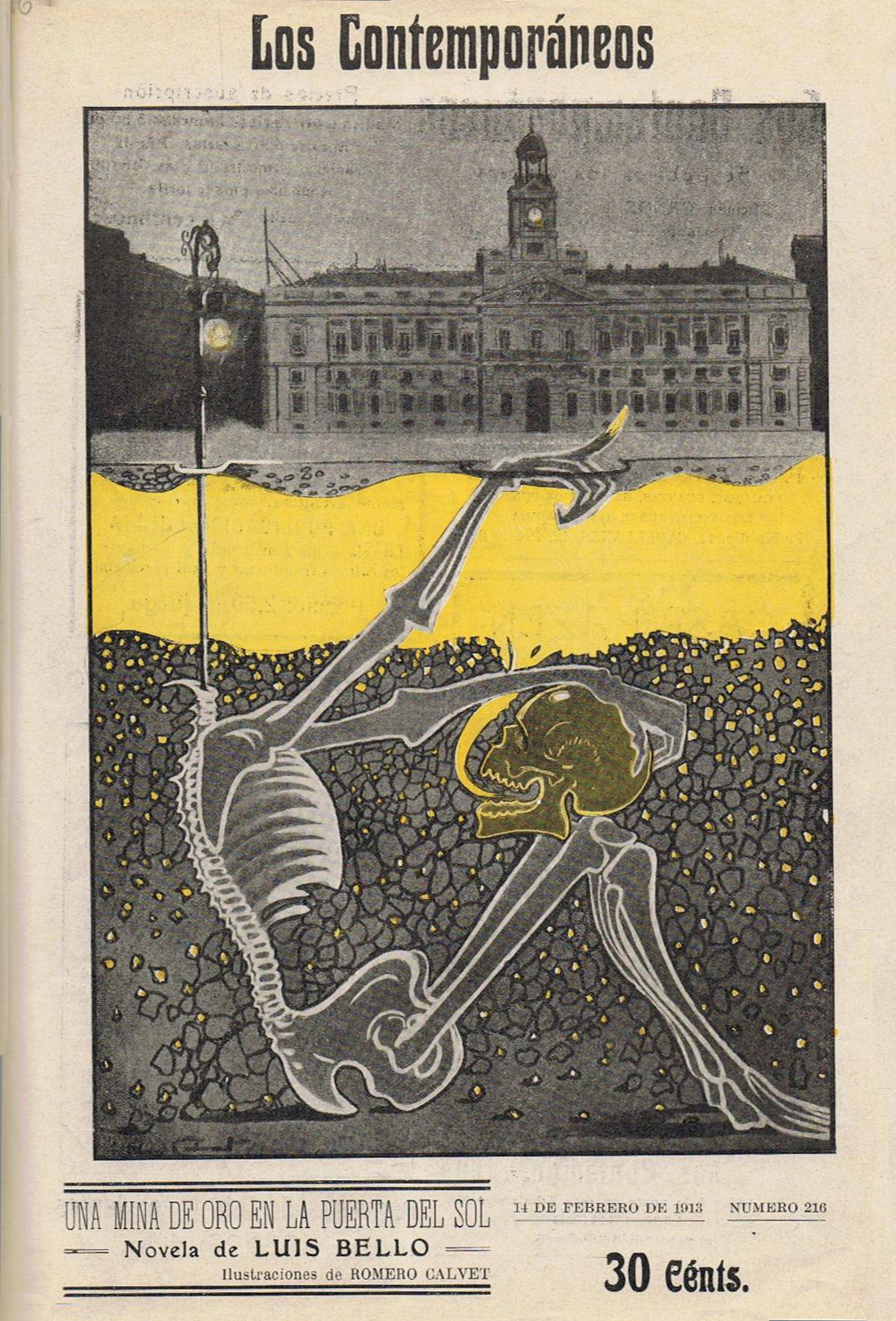
Una mina de oro en la Puerta del Sol (novela de Luis Bello publicada en Los Contemporánes, 1913)

Son abundantes las referencias literarias a la Puerta del Sol, sobre todo en la literatura del siglo XIX.
- En la novela de Benito Pérez Galdós, Fortunata y Jacinta (1886-87), el personaje "Juanito Santacruz" vive en la Puerta del Sol.
- La conquista de la Puerta del Sol (1917), de Emilio Carrere.
- Los negociantes de la Puerta del Sol (1919), de Carmen de Burgos (Colombine).
- Luces de Bohemia (1924) de Valle Inclán cuando Max Estrella se dirige al Ministerio de Gobernación.
- Portfolio de Ramón Gómez de la Serna.
- Un muchacho en la Puerta del Sol (1973), de Jesús Izcaray, refleja la efervescencia de Madrid.
- Largo noviembre de Madrid (1980) de Juan Eduardo Zúñiga.
- Fernando Fernán Gómez publicó en 1995 una novela con el título La Puerta del Sol.
- El dramaturgo Jerónimo López Mozo en su obra El arquitecto y el relojero (2000) implementa su trama dentro del edificio de correos así como en los alrededores de la Puerta del Sol.[8]

### Ensayo
- El Viaje Crítico alrededor de la Puerta del Sol de Manuel Ossorio y Bernard publicada en diversas entregas a partir de 1874.[9]

### Pintura
- Es el escenario en La carga de los mamelucos de Francisco de Goya.

### Música
- Es el escenario referenciado en la canción «Un año más» (1988) de Mecano.

## Otros hechos relevantes de la plaza

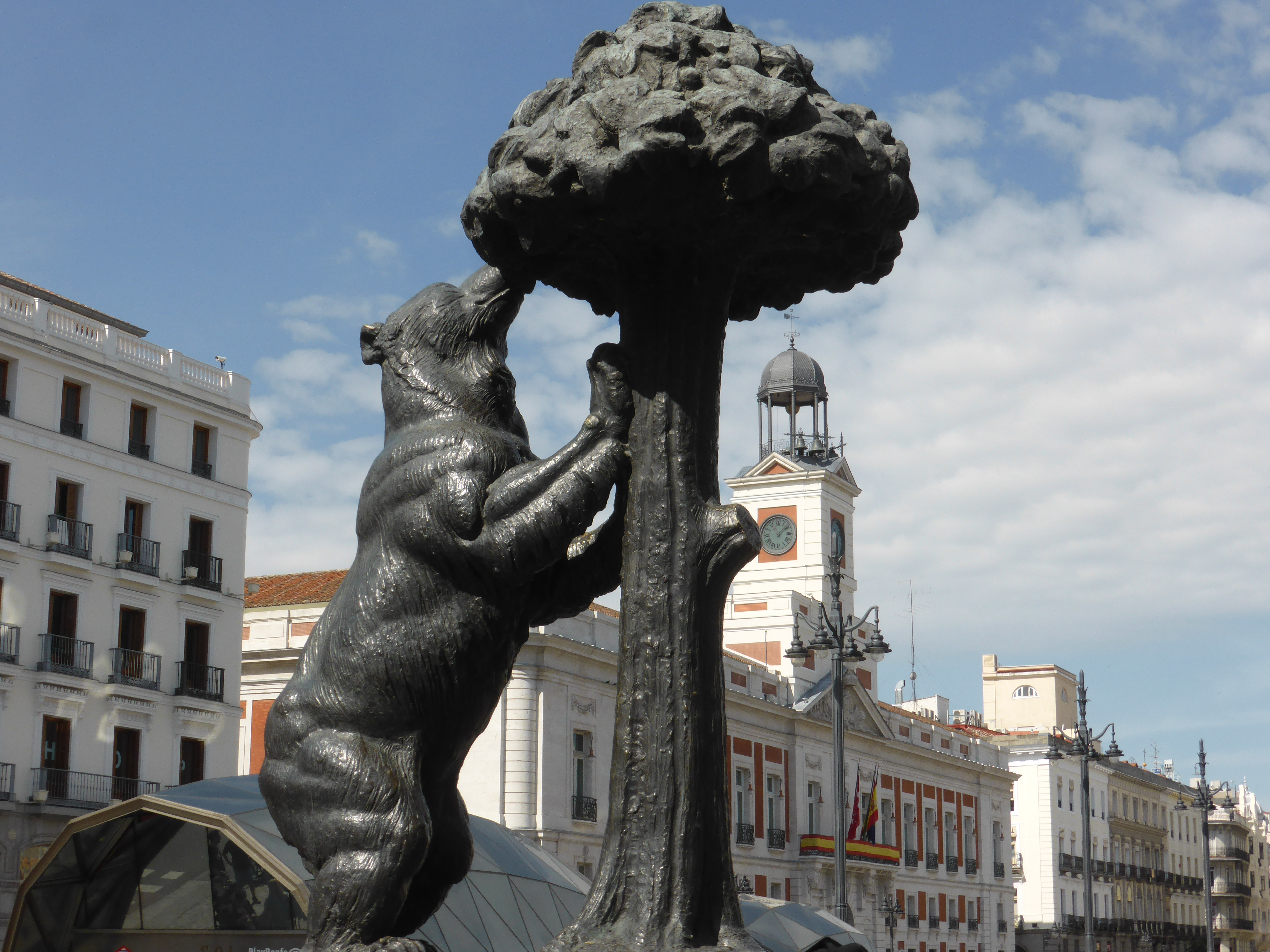
Escultura del Oso y el Madroño, al comienzo de la calle de Alcalá.

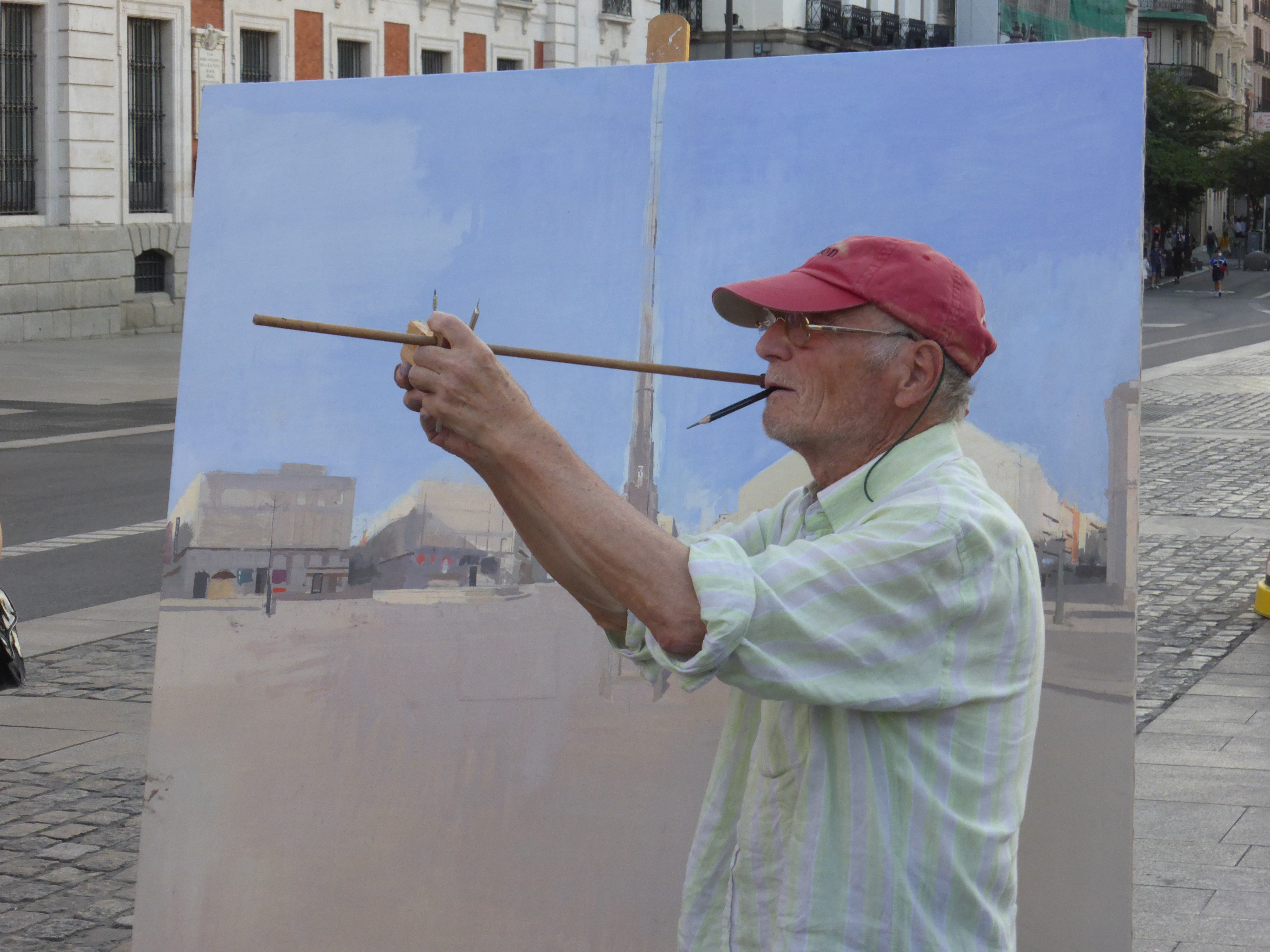
El pintor Antonio López, en la Puerta del Sol, en 2021.

- Noche de San Daniel o Noche del Matadero. 10 de abril de 1865: la Guardia Civil, unidades de Infantería y de Caballería del Ejército español reprimieron de forma sangrienta a los estudiantes de la Universidad Central de Madrid que realizaban una serenata en la Puerta del Sol de apoyo al rector de la misma, Juan Manuel Montalbán. Montalbán había sido depuesto tres días antes por orden del gobierno del Partido Moderado del general Narváez, a raíz de no haber destituido al catedrático Emilio Castelar, tras la publicación por parte de este en el diario La Democracia de dos artículos muy críticos con la reina Isabel II, los días 21 y 22 de febrero de 1865.
- Los múltiples negociantes y vendedores callejeros que había a comienzos del siglo XX, todos ellos vendiendo permanentemente en la Puerta hizo que se denominara a tales personas «puertasolinos».[10]
- El 12 de noviembre de 1912 fue asesinado el presidente del Consejo de Ministros y líder del Partido Liberal, José Canalejas, en la esquina de la Puerta del Sol (actual número 6) con la calle Carretas.
- Al inaugurar las fuentes gemelas en el año 1985 un anónimo, por una apuesta, dio cerca de 150 vueltas alrededor de la Puerta del Sol en bicicleta.[11]
- Fue un lugar emblemático en las protestas sociales del año 2011, cuando el llamado movimiento indignado decidió establecer su primera pernoctación la noche del 15 de mayo, y posteriormente una acampada protesta enfrente de la Casa del Reloj, que se prolongaría hasta el 12 de junio. Desde ese momento quedó en la plaza una estructura abovedada autoportante de palés, que cumplió las funciones de punto informativo del Movimiento 15-M.
- Durante la noche de Fin de Año 2018-2019, el reloj de la Puerta del Sol por primera vez en la historia dio las campanadas según el horario de las Islas Canarias. Tras las tradicionales doce campanadas de medianoche, el reloj retrasó una hora sus agujas para ajustarse a la hora canaria y dar también las campanadas al mismo tiempo que este archipiélago.[12]
- En el verano de 2021 Antonio López ha continuado pintando varias vistas de la plaza, rodeado de turistas y admiradores.[13]